# Carl Christian Reindorf

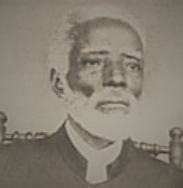

Carl Christian Reindorf (* 31. Mai 1834 in Accra, Goldküste; † 1. Juli 1917 in Accra) war ein Pastor der Basler Mission und ghanaischer Schriftsteller. 

## Leben
Reindorfs Mutter gehörte zu einer Familie von Händlern des Ga-Volkes in Accra. Sein Vater war ein dänischer Offizier und Händler. Nach einer Ausbildung durch die Basler Mission in Ghana wurde er zunächst Lehrer und in der Folgezeit Pastor der Basler Mission in Ghana.
Reindorf war der erste Afrikaner, der eine an westlichen Maßstäben orientierte Geschichte einer afrikanischen Region schrieb. Eine gewisse Anlehnung an die Werke eines anderen Pastors aus dieser Zeit, Johann Gottlieb Christaller, ist zu spüren. Christaller arbeitete ebenfalls daran, die mündlichen Überlieferungen zu fixieren. Seine Methode bestand in der Befragung von 200 Männern und Frauen, um die von ihnen überlieferte Geschichte aufzuschreiben. Wie andere Schriftsteller, die sich auf das für ihre Zeit ungewöhnliche Gebiet der mündlichen Überlieferungen begaben, erhielt Reindorf sehr wenig Anerkennung für seine Arbeit.

## Schriften
- The History of the Gold Coast and Asante. 1895, Nachdruck 1966